# Georges Dorival (acteur)
Pour les articles homonymes, voir Georges Dorival et Dorival.
Georges Édouard Lemarchand, dit Dorival ou Georges Dorival, né le 26 décembre 1871 à Orival-lès-Elbeuf et mort en son domicile au 33, boulevard de Clichy dans le 9e arrondissement de Paris le 16 juillet 1939, est un comédien français d'origine normande, peintre et collectionneur d'œuvres d'art.
Membre de la troupe de l'Odéon (1896-1914), il est engagé à la Comédie-Française (1917) dont il devint le doyen des pensionnaires jusqu'à sa mort en 1939. Promoteur des tournées de théâtre en plein air, il jouera entre autres, aux arènes de Béziers, de Nîmes et d'Arles comme au théâtre antique d'Orange, etc. Il fera des tournées triomphales jouant Chantecler d'Edmond Rostand[réf. nécessaire]. Accessoirement, il jouera également dans de nombreux courts-métrages et quelques films d'importance de 1909 à 1938.
Figure du Paris de l'entre-deux-guerres, peintre lui-même dans sa jeunesse (sur faïence), passionné de peinture, il réunit une belle collection de peintures des années 1920-30. Il est le premier à acheter des œuvres à Maurice Utrillo et le mécène de Pierre Dumont.

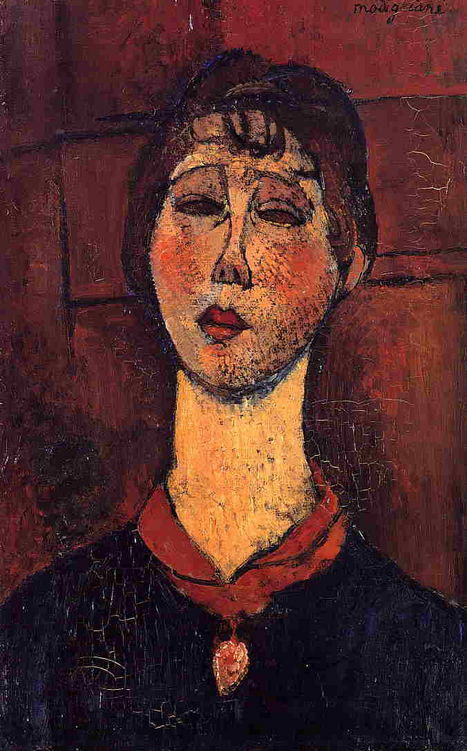
Portrait de Madame Dorival, un des deux portraits de Blanche Dorival, peint en 1916 par Amédée Modigliani.

À sa mort en 1939, il laisse à son épouse Blanche Antonia Dorival, née James le 7 décembre 1870 à Philadelphie, États-Unis, comédienne, mariée à Dorival le 3 août 1899, portraiturée deux fois par A. Modigliani en 1916, une collection de toiles de maîtres modernes : Ed. Manet, A. Renoir, A. Modigliani, K. Van Dongen, A. Lhote, P. Hodé, M. Utrillo, Max Jacob, J. Metzinger, P. Dumont, E. Tirvert. Il est l'ami de Raoul Dufy et de Robert Delaunay. Le couple est représenté avec leur fille par le peintre normand Eugène Tirvert. Les petits enfants des Dorival deviendront de grands familiers du boulevard de Clichy et entre autres le peintre Gen Paul, ami de Dorival, fera leurs portraits, souvent en petits musiciens.

## Biographie

### Années de jeunesse: la peinture sur faïence

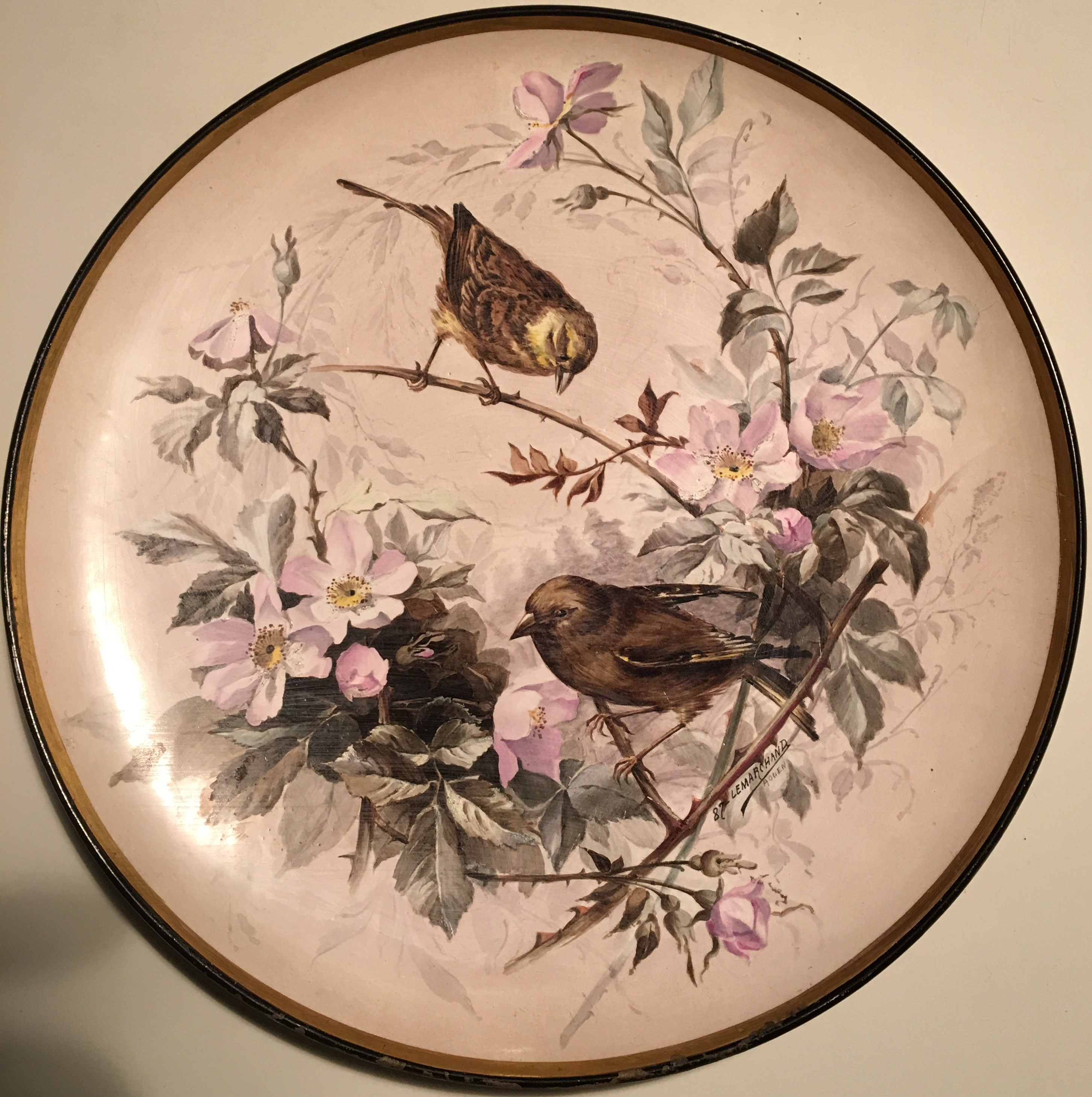
Ce plat de faïence de Montereau a été peint à Rouen par le tout jeune apprenti G. Lemarchand à l'âge de 11 ans. Il est signé Lemarchand 82 Rouen et non Dorival qui sera plus tard son nom de scène.

Georges Dorival est né à Orival le lendemain de Noël 1871, dans ce village de la Seine-Maritime à 20 km au sud de Rouen où son père Ferdinand Hyacinthe Lemarchand était chef d'équipe aux chemins de fer et de Prudence Victoire Denesle, affectée comme garde-barrière. La famille était installée dans une petite maison cubique caractéristique du paysage français de l'époque, jouxtant la voie ferrée et les barrières que le père était chargé d'actionner avant l'arrivée des trains. Il a un frère aîné, Achille (1861-1884), qui mourra lors de la guerre au Tonkin. En 1880, alors que Georges a 9 ans, la famille déménage : son père est affecté comme aiguilleur de la côte Sainte-Catherine à Rouen. À 11 ans au sortir de l'école primaire du Vert-Buisson, Georges passe avec succès son certificat d'études. Le dessin étant chose aisée pour lui, son père le place chez le père Leclerc, un des derniers peintres sur faïence de Rouen, car le métier s'en va, remplacé par la mécanisation des reproductions. Il peint alors sur des plats de faïence estampillés Montereau, mais notés au pinceau Rouen vers 82, de charmantes compositions de rameaux de fleurs avec oisillons dans un style mi-impressionniste très aéré qu'il signe discrètement Lemarchand en petites lettres capitales (il a 11 ans en 1882). Plus tard, il aura l'occasion de rencontrer le peintre Auguste Renoir, qui lui-même a débuté comme peintre sur porcelaine et avec lequel il se lie d'une longue amitié, bien que Dorival fut de 30 ans son cadet. Le lieu et les circonstances exactes de la rencontre entre les deux hommes ne sont pas connus à ce jour. Mais nous avons le témoignage de cette amitié lorsqu'en 1912, Dorival lui fera authentifier La Partie de croquet qu'il vient de découvrir, comme étant bien de Manet (voir ci-dessous).
Rendu à Paris et y travaillant (il a entre 16 et 18 ans), il fréquente les théâtres et les Caf'conc et, provoquant le hasard, le jour de l'exposition universelle de 1889, il rencontre Talbot qui donnait des cours de diction. Il se présente à l'audition, et, sa voix étant déjà puissante et posée, il réussit l'épreuve et est embauché immédiatement pour une tournée en province. Il a 19 ans. Deux ans plus tard en 1891, il met au second plan la peinture sur céramique et entre au Conservatoire d'art dramatique de Paris dans la classe de Daubant et de Sylvain. En 1891, il est domicilié no 14bis rue des Marais. Pendant ses études au Conservatoire de Paris, sous le nom de Denel, il joue entre autres à l'Ambigu, au Châtelet. Il décroche un deuxième prix de tragédie en 1896 en jouant dans Les Érinnyes de Leconte de Lisle, et entre à l'Odéon qui est pour peu de temps sous la direction d'Antoine (en 1897, André Antoine fonde le théâtre Antoine et ses mises en scène modernes, puis dirigera à nouveau l'Odéon à partir de 1906 en revenant aux classiques : Corneille, Racine, Shakespeare… tout en soutenant les jeunes créateurs). Dorival a 25 ans et fait du théâtre depuis déjà 6 ans. Il effectue son service militaire dans l'infanterie de 1896 à 1898. En 1899, il épouse une Américaine de 29 ans, Blanche Antonia James.

## Théâtre

### Au Théâtre de l'Odéon à partir de 1896

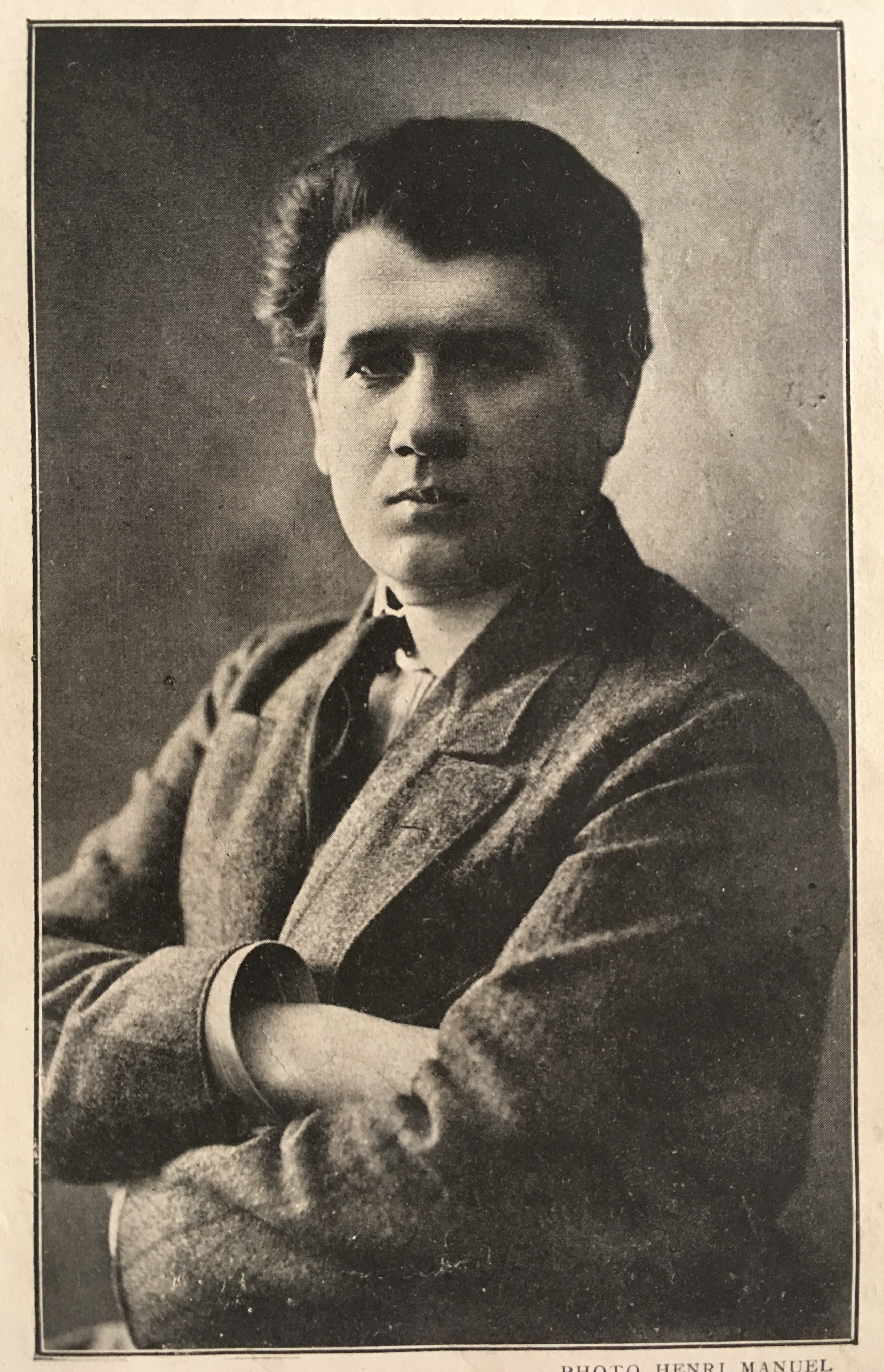
Georges Dorival, jeune acteur de théâtre, à l'Odéon et Porte Saint-Martin en 1908, en « Une » de la couverture de La Vedette, revue théâtrale artistique et littéraire avec programme des spectacles du 17 octobre 1908 no 8. Photo Henri Manuel.

Il prendra définitivement son nom de scène, Dorival, du nom de son village de naissance Orival. Avec la troupe de l'Odéon, il participe aux tournées européennes avec la grande actrice Réjane (qui a triomphé en Amérique en 1895 avec Mme Sans Gène de Victorien Sardou). Mais ce n'est pas pour autant qu'il abandonnera la peinture et l'aquarelle comme divertissement et comme collectionneur.
Toujours avec cette même troupe de l'Odéon, il contribue au succès du théâtre en plein air dans le Midi de la France. Le public très nombreux (jusqu'à 10 000 spectateurs) assiste aux grandes productions de tragédies modernes inspirées de l’Antique avec chœurs (200 choristes) et orchestres (jusqu'à 500 exécutants) dirigés par de grands chefs ou compositeurs comme Camille Saint-Saëns (Béziers), Gabriel Fauré (Prométhée, Béziers), décors à l'antique (de Marcel Jambon de l'Opéra de Paris sur 3 000 m2), ballet jusqu'à 70 danseurs et danseuses, nombreux figurants et chars tirés par des chevaux, au théâtre antique d'Orange, à Arles, à Nîmes, surtout aux arènes de Béziers où il joue, sous la direction de mise en scène du régisseur de l'Odéon, M. Dherbilly, le rôle titre d'Hercule dans Dejanire de Louis Gallet en 1898, musique direction d'orchestre Camille Saint-Saëns (28-30 août), et Arthaxerxes dans Parysatis  de Jane Dieulafoy toujours aux arènes de Béziers en 1902 (17-19 août), (musique de Camille Saint-Saëns), il joue aussi, toujours à Béziers en 1909 le roi Elpénor dans La Fille du Soleil suivant le poème de Maurice Magre. Mais on le retrouve aussi dans La Fille de la terre, Esclarmonde, dans La Victoire, Hélène, Cynthia au théâtre d'Orange, dans Carmen, dans Antigone, dans Semiramis de Josephin Pelladan à Nîmes en 1904 (il y joue le rôle de Zakir-Iddin),,… À cette occasion, de nombreuses cartes postales sont éditées le représentant dans ses rôles,,.

Enfin c'est à cette époque, peu après la création de la pièce au théâtre de la Porte-Saint-Martin en 1910, qu'il fera de grandes tournées en jouant dans la pièce d'Edmond Rostand : Chantecler[réf. nécessaire]. Pour la création le 7 février 1910, avec L. Guitry, J. Coquelin, F. Galipaux, Mme Simone Le Bargy, il jouera le Grand Duc et lors de la tournée, il prendra le rôle titre du coq Chantecler lui-même comme à Cannes,, ayant ainsi joué les deux rôles principaux de la pièce. La pièce partira en tournée à l'étranger. 

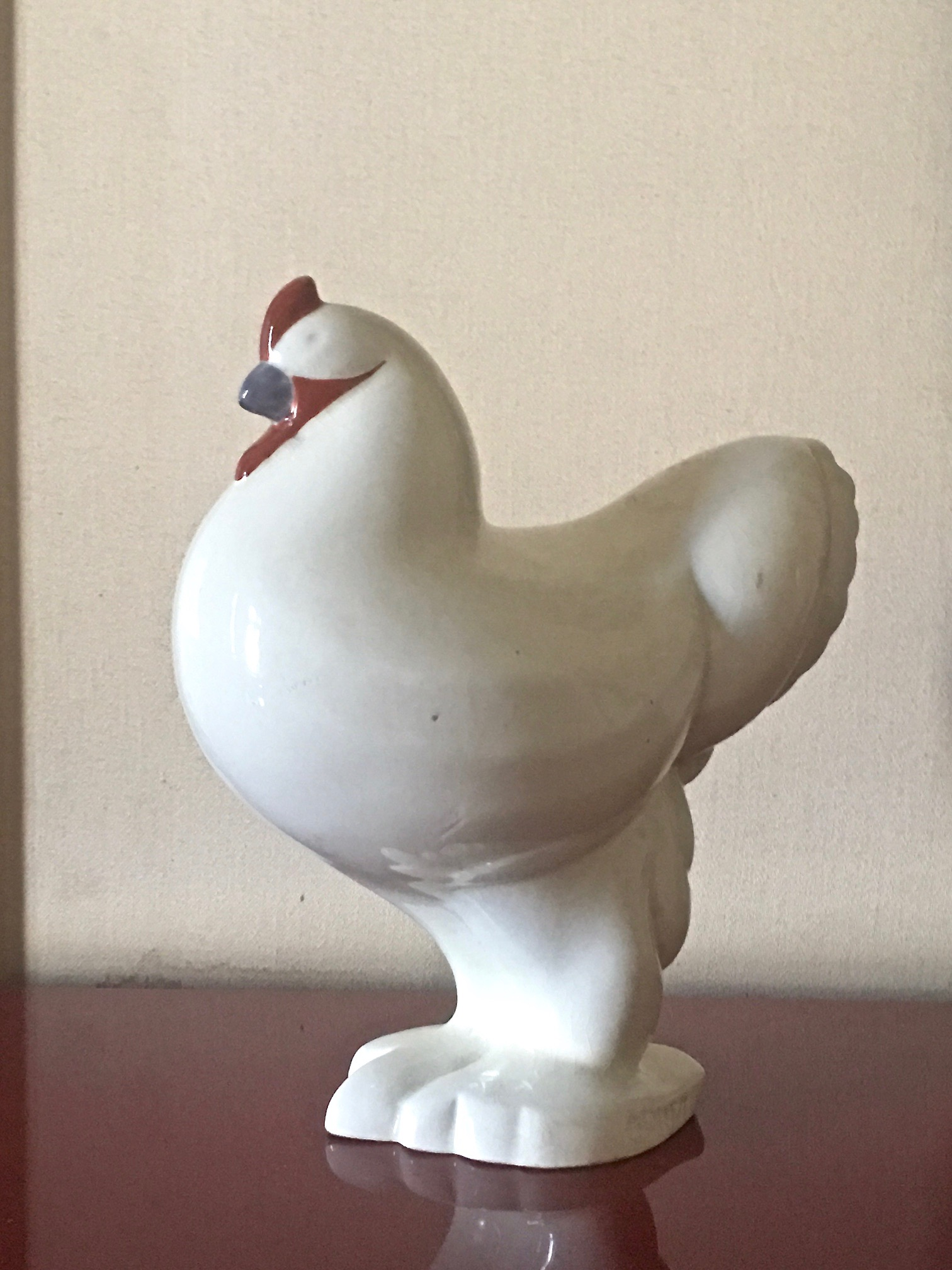
Le coq de Chantecler, poterie vernissée et peinte, vendue en « produit dérivé » lors de la représentation de la pièce d'Edmond Rostand Chantecler en 1910.

Liste non exhaustive des pièces dans lesquelles Dorival joue de 1896 à 1914.
- 1898 : Déjanire de Louis Gallet, musique et direction d'orchestre de Camille Saint-Saëns, dans le rôle d'Hercule à Béziers (repris à l'Odéon la même année, également en 1899 à Béziers (sous la dir de G. Fauré) et au Capitole de Toulouse en 1902).
- 1902 : Parysiatis de Jane Dieulafoy, musique de Camille Saint-Saëns dans le rôle d'Arthaxerxes à Béziers
- 1904 : La Dette de Paul Gavault
- 1904 : Semiramis de Joséphin Péladan, dans le rôle de Zakir-Iddin à Nîmes[20]
- 1904 : Cynthia de M. Meunier avec les danses de Jane Avril et Dorival dans le rôle d'Anthocharis au théâtre d'Orange[20],[31]
- 1905 : Les Ventres dorés d'Émile Fabre
- 1906 : La Préférée de Lucien Dessales
- 1907 : L'Affaire des poisons de Victorien Sardou
- 1907 : La Marjolaine de Jacques Richepin au théâtre de la Porte-Saint-Martin ; acteurs Dorival, Coquelin, Coste[32].
- 1909 : La Fille du Soleil de Maurice Magre, musique d'André Gailhard, dans le rôle du roi Elpénor à Béziers
- 1909 : Le Roy sans royaume de Pierre Decourcelle
- 1909 : La Fille de Pilate de René Fauchois
- 1910 : Chantecler d'Edmond Rostand, Dorival joue dans le rôle du Grand Duc, puis dans le rôle titre du Coq.

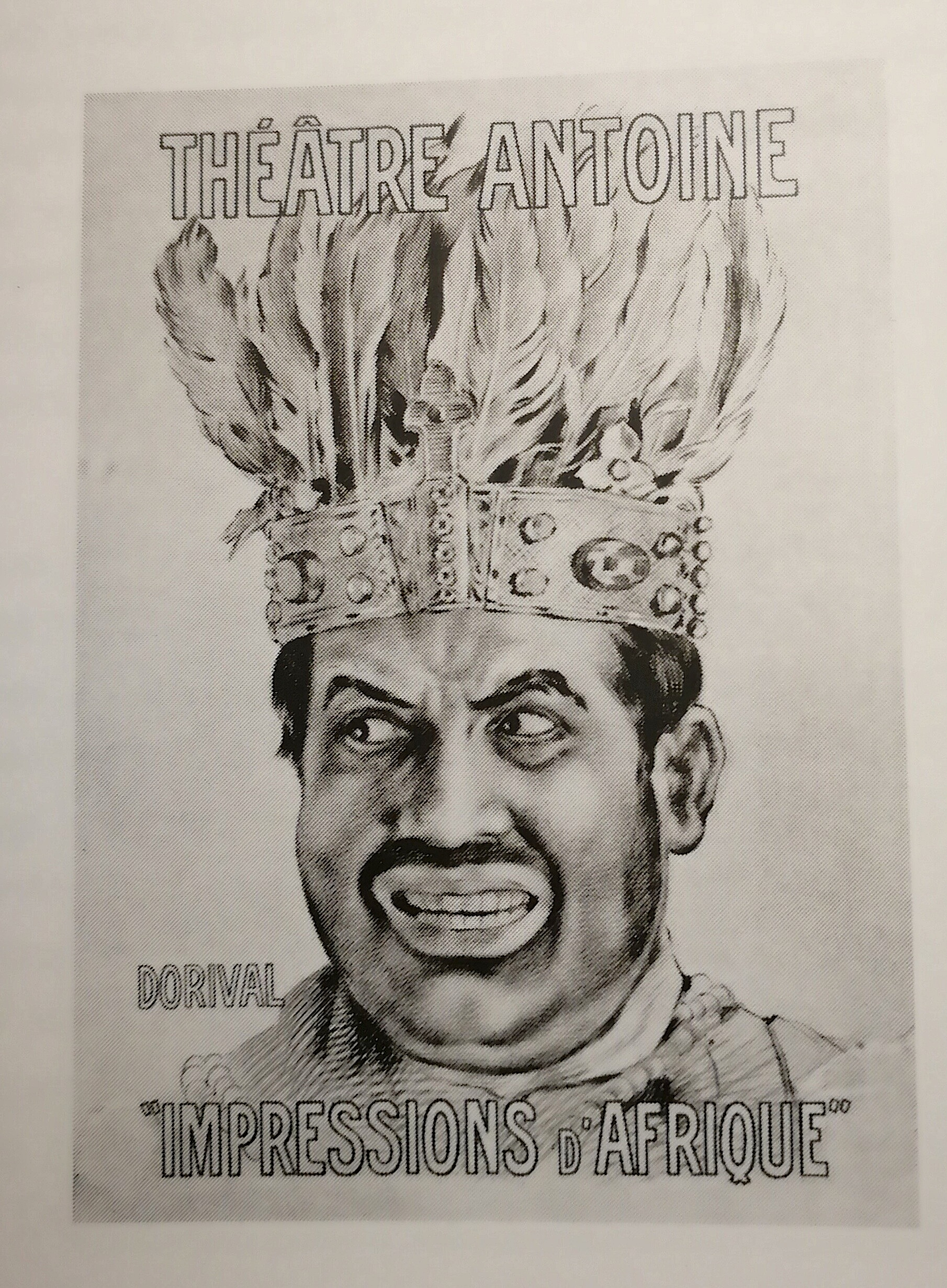
Dorival dans le rôle titre de Talou VII dans Impression d'Afrique de Raymond Roussel au théâtre Antoine en 1912.

- 1911 : Le Roi Soleil d’Arthur Bernède
- 1911 : À la nouvelle de Jacques Dhur
- 1912 : Impressions d'Afrique de Raymond Roussel Dorival dans le rôle de Talou VII au Théâtre Antoine[33],[34]

### À la Comédie française à partir de 1917[35]
Le 1er avril 1917, Dorival, après avoir été mobilisé en 1914 au service de santé de la ville de Rouen où il se lie durablement d'amitié avec le peintre Jean Arnavielle, entre à la Comédie-Française comme « régisseur général intérimaire de scène », ce qui ne l'empêche pas d'être embauché pour son premier rôle dans la noble institution comme le baron de Montpreux dans Primerose de Gaston Armand de Caillante et Robert Flers créée en 1911.
Deux ans plus tard, le 1er avril 1919, il est nommé pensionnaire de la Comédie-Française, statut qu'il gardera toute sa vie, devenant ainsi le premier « doyen des pensionnaires » de la Comédie-Française. On ne sait pourquoi il ne put devenir sociétaire.
Il jouera dans Horace, Ruy Blas, Le Cid, Polyeucte, Iphygénie, Le Cloïtre, La Fille de Roland.
Il interprètera entre autres personnages classiques : Burrhus, Thésée, Pyrrhus, Don Gormas, Matha, Sévère, Achille, Basile.
Il jouera également dans Lucrèce Borgia, L'Ami Fritz, Hernani, Ruy Blas, Gringoir, etc.
Il fait des créations dans La Triomphatrice, Les Perses, Les Chaînes, Le Sourire du Faune, Les Sœurs d'amour, Le Premier Couple, L'Huronienne, Les Deux Écoles, Maman Colibri, Circé, Vautrin…
Il joue, surtout vers la fin de sa carrière, avec des metteurs en scène dont l'écho aujourd'hui se fait encore entendre : Pierre Fresnay, Charles Granval, Louis Jouvet, Pierre Dux.
Liste non exhaustive des pièces dans lesquelles Dorival joua de 1918 à 1939.
- 1918 : Bérénice de Jean Racine : Rutile (17 fois de 1918 à 1931)
- 1918 : La Triomphatrice de Marie Lenéru
- 1918 : Lucrèce Borgia de Victor Hugo
- 1919 : L'Hérodienne d'Albert du Boy
- 1919 : Les Sœurs d'amour d'Henry Bataille
- 1920 : Maman Colibri d'Henry Bataille
- 1920 : Barberine d'Alfred de Musset mise en scène par Émile Fabre.
- 1920 : La Fille de Roland d'Henri de Bornier
- 1920 : L'Amour médecin de Molière mise en scène Georges Berr
- 1920 : Les Chaînes de Georges Bourdon
- 1920 : Le Premier Couple d'André Dumas
- 1920 : Hernani de Victor Hugo
- 1920 : Le Repas du lion de François de Curel
- 1920 : La Mort de Pompée de Pierre Corneille
- 1920 : La Mort enchaînée de Maurice Magre
- 1920 : Les Effrontés d'Émile Augier
- 1920 : Les Deux Écoles d'Alfred Capus
- 1921 : La Robe rouge d'Eugène Brieux
- 1921 : L'École des maris de Molière
- 1921 : Cléopâtre d'André Ferdinand Hérold
- 1921 : La Coupe enchantée de Champmeslé
- 1921 : Circé d'Alfred Poizat
- 1921 : Les Fâcheux de Molière
- 1921 : Monsieur de Pourceaugnac de Molière
- 1922 : Don Juan de Molière
- 1922 : La Comtesse d'Escarbagnas de Molière
- 1922 : Marion de Lorme de Victor Hugo
- 1922 : Les Phéniciennes de Georges Rivollet
- 1922 : Vautrin d'Edmond Guiraud
- 1922 : L'amour veille de Gaston Arman de Caillavet
- 1922 : Le Chevalier de Colomb de François Porché
- 1923 : Bérénice de Jean Racine : Arsace (29 fois de 1923 à 1937)
- 1923 : Rome vaincue d’Alexandre Parodi
- 1923 : Le Dépit amoureux de Molière
- 1923 : Électre d'après Sophocle
- 1923 : Les Deux Trouvailles de Gallus de Victor Hugo
- 1923 : Un homme en marche d'Henry Marx
- 1923 : Florise de Théodore de Banville
- 1923 : La Mégère apprivoisée de Paul Delair
- 1923 : Jean de La Fontaine de Louis Geandreau
- 1923 : Monna Vanna de Maurice Maeterlinck
- 1924 : L'Amiral de Jacques Normand
- 1924 : Œdipe à Colone  d'après Sophocle
- 1924 : La Reprise de Maurice Donnay
- 1925 : Les Corbeaux d'Henry Becque
- 1925 : Esther de Jean Racine
- 1925 : Fantasio d'Alfred de Musset
- 1926 : Carmosine d’Alfred de Musset, mise en scène Pierre Fresnay
- 1926 : Les Compères du roi Louis de Paul Fort
- 1926 : Alkestis de Georges Rivollet
- 1929 : Le Marchand de Paris d’Edmond Fleg
- 1929 : La Belle Marinière de Marcel Achard
- 1930 : Les Trois Henry d’André Lang mise en scène Émile Fabre
- 1931 : Patrie ! de Victorien Sardou mise en scène Émile Fabre
- 1933 : La Tragédie de Coriolan de William Shakespeare mise en scène Émile Fabre
- 1934 : La Couronne de carton de Jean Sarment mise en scène Charles Granval
- 1934 : Andromaque de Jean Racine mise en scène Raphaël Duflos
- 1935 : Lucrèce Borgia de Victor Hugo mise en scène Émile Fabre
- 1936 : Le Misanthrope de Molière mise en scène Jacques Copeau
- 1937 : L'Illusion comique de Pierre Corneille mise en scène Louis Jouvet
- 1938 : Madame Sans-Gêne de Victorien Sardou
- 1938 : La Coupe enchantée de Champmeslé… mise en scène André Bacqué
- 1938 : L'Anglais tel qu'on le parle de Tristan Bernard
- 1938 : La Robe rouge d’Eugène Brieux
- 1938 : Le Seigneur-auteur de Louis de Carmontelle
- 1938 : Tricolore de Pierre Lestringuez mise en scène Louis Jouvet
- 1938 : Cyrano de Bergerac d’Edmond Rostand mise en scène Pierre Dux Dorival dans le rôle de Montfleury

### Les talents multiples de G. Dorival
D'après ses contemporains, Dorival avait une voix puissante ce qui lui valut ses premiers grands rôles dans les théâtres de plein air, que ce soit le rôle d'Hercule dans Déjanire (Bézier), ou d'Arthaxercès dans Parasitais (Bézier) ou encore dans Sémiramis le rôle de Zakir-Iddin (Nîmes), mais déjà à Orange dans Cynthia, le commentateur dit sa surprise d'entendre le comédien avec une « voix douce musicale et tendre, pleine de chaleur». Plus tard, un autre commentateur, Didier Daix, loue sa possibilité de jouer tous les rôles et de savoir se maquiller comme autrefois. Dorival insiste en vantant les mérites de la farine (!) et de « l'enfarine » pour devenir véritablement comédien. Et en fait, peindre le visage était une activité qui découlait logiquement de sa pratique ancienne de la peinture. L'acteur est décrit par René Brunschwik en 1939 comme « un des plus charmants fantaisistes » que va perdre la maison de Molière lorsqu'il prendra sa retraite. Cet acteur « bohème avec ce charmant laisser aller » (dans sa loge qui était une cave de brocanteur avec des tableaux et des objets en tous genres), ne « se souciait pas de modifier les décrets du destin ». Ce 2e prix de tragédie, ajoute R. Brunschwig, était « doué d'une mémoire extraordinaire » et il était « pour ses partenaires une distraction fort recherchée » car « homme d'esprit, il ajoutait aux anecdotes vécues des commentaires piquants, voire grivois, que prisent surtout les femmes ». Charensol loue son « talent de composition », l'acteur « original et pittoresque » « que tout le monde connait ». Voici ce qu'en dit R. Cardinne-Petit (secrétaire général de la Comédie-Française) dans Les secrets de la Comédie Française, (1936-1945) : « Mon vieil ami normand Dorival, doyen des pensionnaires, disparaît quelques jours avant que de pouvoir jouir d'une retraite longtemps désirée. Bohème, érudit, curieux de tout, découvreur de peintres, ce comédien n'avait jamais été admis dans la caste des sociétaires. Il n'en concevait nulle amertume, au contraire. Il s'était taillé une place à part, bien à lui, dans la troupe. […] Il jouait beaucoup en plein air. – Le ciel et le trou du souffleur, s'extasiait-il, en embrassant l'univers dans un grand geste romantique […] Ce personnage de la Comédie italienne étonnait Bourdet (l'administrateur général de la Comédie-Française à cette époque) par son allure de prélat gouailleur, son impeccable diction (il avait enregistré pour l'horloge parlante), son œil pétillant d'esprit et de bonne humeur, sa débonnaire autorité. Il lui apparaissait comme un personnage d'un autre âge, d'une époque où il faisait bon vivre parce qu'on savait vivre encore de rien, embellir sa journée d'une illusion, d'un mot d'esprit. Et ce pensionnaire impénitent avait sans doute plus de talent (ce qu'on appelait modestement le métier) que n'en acquerront jamais certains sociétaires, grands déplaceurs d'air, installés à califourchon sur le nuage errant de leur orgueil ».

#### Dorival et l'Horloge parlante
En 1936, le magazine de la TSF publiait une photo de Dorival en page de couverture avec en surimpression un cadran d'horloge indiquant que sa voix avait servi à enregistrer l'heure à l'Horloge parlante, invention d'Ernest Esclangon, ingénieur à l'Observatoire de Paris, mise en place le 14 février 1933 (photo reproduite dans Le Journal d'Elbeuf). D'autres témoignages confirment cette information comme la mention du secrétaire général de la Comédie-Française, R. Cardinne-Petit en 1958 (op. cit.) Jusque dans les années 1970, c'est sa voix qui à travers les âges indiquait avec solennité et en accentuant les nasales et roulant les « rrr » que « au 4e top, il sera exactement 20 heures, 31 minutes, 30 secondes ». D'après le journal d'Elbeuf, il aurait aussi enregistré pour le téléphone : « Il n'y a pas d'abonné au numéro que vous demandez ». Pour le peintre Gen Paul, il ne faisait pas de doute que Dorival avait bien enregistré les heures pour l'horloge parlante. Cette voix dans sa permanence qui s'affranchit de la mort comme la voix d'un spectre a de quoi troubler et être l'objet fascinant de roman comme dans Élève de Bruno Bayen.
Mais, un autre courant de sources plus nombreuses, dont l'Observatoire de Paris,, évoque le nom de Marcel Laporte alias Radiolo, speaker à la radio avant guerre et pendant la guerre (Radio-Paris) comme ayant enregistré sa voix pour l'horloge parlante. C'est cette information qui est le plus souvent reproduite par les ouvrages historiques.
La voix de Dorival est enregistrée sur disque 78 tours et 80 tours disponibles sur le site de la BNF dans des scènes du théâtre comme la leçon de diction du maître de diction du Bourgeois gentilhomme de Molière, de même, il a enregistré Le Renard et la Cigogne et Le Laboureur et ses enfants de Jean de La Fontaine. Sur la base La Grange de la Comédie-Française, cinq enregistrements audio sont référencés.

### La classe de Dorival auconservatoire Maubel
Parallèlement à ses rôles à la Comédie-Française et ailleurs, il a régulièrement assuré des cours privés de diction qui au fil du temps sont devenus un passage obligé pour tous ceux qui voulaient se présenter au concours du conservatoire d'art dramatique de Paris. Les cours étaient donnés au conservatoire et théâtre Maubel 4, rue de l'Armée-d'Orient à Montmartre 18e Paris. (Ce théâtre fondé en 1850 par Henri Maubel a survécu jusqu'en 1970. Très dégradé, il a été acheté par l'acteur de théâtre et de cinéma Michel Galabru pour sa fille Emma. Celle-ci lui redonna sa fonction première en l'appelant théâtre Maubel-Galabru, puis Montmartre-Galabru avant de le rénover entièrement en 2004 et de l'appeler de son nom actuel Théâtre Michel Galabru, le TMG).
Ainsi parmi les élèves passés par la classe de diction de Dorival, certains sont devenus célèbres à commencer par René Simon qui, après un prix du conservatoire, passe quelque temps au Théâtre-Français, pour fonder rapidement le célèbre Cours Simon, dépassant ainsi le maître. Mais il y eut aussi Robert Dhéry repéré en 1938 au cours de Dorival par René Simon qui lui fait jouer Britannicus alors qu'il zozotait : la classe fut écroulée de rire. Simon lança Robert dans sa carrière de comédien et de clown lors d'une deuxième audition au cours Simon (qui lui dit « J’t’aime bien toi ! Tu es un paysan élégant ! »). Jean Weber, élève de Dorival, est devenu sociétaire de la Comédie-Française. Pierre Brasseur (père de Claude) dans une lettre manuscrite raconte à Dorival sa panique anxieuse avant de se présenter au Conservatoire, Pierre Renoir (fils d’Auguste Renoir et frère de Jean Renoir), Eymond, Carretier, Mme Madeleine Romari… Et puis Jean Marais qui raconte savoureusement dans son ouvrage et dans un ouvrage qui lui est consacré, comment Dorival lui sauva la vie en le recalant à l'entrée de son cours, l'obligeant à frayer une voie nouvelle autre que le classique conservatoire. Camarade de classe de Jean Marais, Claude Berri passera aussi par le conservatoire Maubel avec Dorival qui lui apprend les rudiments du métier avant qu'il ne se produise sur scène au théâtre Michel.
Parallèlement à son activité professorale lucrative, Dorival donnait des cours gratuits de théâtre à la Mairie du 18e arrondissement tous les dimanches de 10 h 30 à 12 h avec deux collègues comédiens comme remplaçants : J.L. Teste de l'Odéon.

### Les matinées de la Comédie-Française[56]
Instaurées en décembre 1920, ces matinées furent un petit évènement dans le Paris culturel et mondain. Le jury favorable à Guillaume Apollinaire, le « mal-aimé » choisit de présenter deux poèmes de celui qui avait trouvé la mort, tout juste deux ans avant, en 1918. Un oiseau chante et La Jolie Rousse ont été interprétés par G. Dorival, le mieux à même de comprendre et de dire ces poèmes par ses amitiés avec Francis Carco et Max Jacob et par son goût personnel pour a-t-il dit « l'imprévu, le désordre et la fantaisie »… En effet, il dit aussi aimer « les poètes les plus audacieux comme les plus ingénus; Max Jacob voisine dans mes lectures avec Sedaine et Francis Jammes » C'était une petite révolution car G. Apollinaire avait été très dur avec la noble institution dans Le Poète assassiné. La critique de cette matinée fut partagée, les poèmes lus par « l'impassible Dorival » (on comprend : devant la tempête). Quatre ans plus tard, le 5 janvier 1924, Apollinaire est à nouveau au menu des lectures poétiques et c'est toujours Dorival qui est choisi comme interprète. Mais en novembre 1924, Dorival ne sera plus l'interprète du Mal-aimé mais Roger Monteaux et Madeleine Barjac, puis le 9 janvier 1926, c'est Madeleine Renaud qui dira Apollinaire, puis Pierre Bertin.

## Filmographie
Cette importante filmographie ne doit pas masquer que seul le théâtre intéressait vraiment Dorival, sauf pour les derniers films de Duvivier et Sacha Guitry qu'on peut se procurer à la cinémathèque.
- 1909 : Les Deux orphelines de Georges Monca : Philippe
- 1909 : Le Cœur de Thellys de Daniel Riche
- 1910 : Affaire d'honneur de Charles Decroix
- 1910 : La Reddition de Verdun d'André Calmettes
- 1910 : Au temps des premiers chrétiens d'André Calmettes
- 1910 : Haine implacable de Charles Decroix
- 1911 : La Femme du saltimbanque de Georges Denola
- 1911 : Le Siège de Calais d'Henri Andréani
- 1911 : Oiseau de printemps, Hirondelle d'hiver de Georges Denola
- 1911 : La Pécheresse (réalisateur inconnu)
- 1911 : Madame Sans-Gêne d'Henri Desfontaines et André Calmettes : Lefebvre
- 1911 : Polyeucte de Camille de Morlhon
- 1912 : Absalon d'Henri Andréani
- 1912 : Josette d'Albert Capellani : Vernecourt père
- 1912 : L'Attrait de Paris de Gérard Bourgeois
- 1912 : La Fin de Robespierre d'Albert Capellani : Collot d'Herbois
- 1912 : L'Affaire du collier de la reine de Camille de Morlhon
- 1912 : Le Bossu d'André Heuzé
- 1913 : La Marseillaise d'Émile Chautard
- 1913 : Idylle romaine de Georges Monca
- 1913 : Roger la Honte d'Adrien Caillard
- 1914 : La Jeunesse de Rocambole (Rocambole) de Georges Denola
- 1914 : Les Exploits de Rocambole (Le Nouveau Rocambole) de Georges Denola
- 1914 : Rocambole et l'Héritage du marquis de Morfontaine de Georges Denola
- 1914 : Par la main d'un autre de Donald MacKenzie - Philippe
- 1914 : Le Chevalier de Maison-Rouge d'Albert Capellani - Dixmer
- 1914 : Bagnes d'enfants d'Émile Chautard) : Charles Lamare
- 1915 : La Guerre du feu de Georges Denola
- 1920 : Quatre-vingt-treize d'André Antoine, Albert Capellani et Léonard Antoine- Radoub
- 1930 : Le Tampon du capiston de Jean Toulout : le commandant Fourcadel
- 1931 : La Tournée Verdure d'André Chotin
- 1933 : Mimi Pandore de Roger Capellani
- 1935 : Gaspard de Besse d'André Hugon : Mirabeau
- 1937 : Un carnet de bal de Julien Duvivier : le baron
- 1938 : Remontons les Champs-Élysées de Sacha Guitry : l'aubergiste

## Collectionneur d'œuvres d'art

### Le collectionneur
Deux articles traitent de la collection de peinture de Georges Dorival de la Comédie-Française à deux dates différentes. L’article de G. Charensol de 1923 et celui de René Brunschwig de 1939. Des catalogues passés ou actuels de passage d'œuvres en salle de ventes qui permettent de reconstituer à certaines dates la collection de Georges Dorival.
Le peu de loisirs que lui laissait son activité au Théâtre-Français, ses cours au conservatoire Maubel et ses cours gratuits à la mairie du XVIIIe arrondissement de Paris ainsi que sa peinture pour lequel il sera actif au début de la période de l’Odéon, ce peu de loisirs, il l'employait à « courir les galeries d’art, les brocanteurs et les salles des ventes ». Il s’employait « à dénicher des peintres originaux et des artistes inconnus », préférant en salle des ventes dit-il à l’inverse de Sacha Guitry et de Pauley « aux hautes cotes, les basses cotes qui seules m’intéressent ». Ce qui lui permit de réunir une importante collection de toiles de peintres novateurs pour son époque, sans négliger, au gré des opportunités de remonter jusqu’à Ingres ou Manet. Sa collection n’était pas fixe et immuablement cumulative, mais a subi des remaniements suivant les possibilités de vente avec plus-value. Il était connu pour « le bric à brac qui régnait dans sa loge au 4e étage de la Comédie-Française » : « oubliez, Alceste, Cyrano ou Scapin et vous aurez l’impression d’être chez le plus grand brocanteur de Paris » […] « Ici tout est entassé : des frusques servent de toile d’emballage à des porcelaines rares qui reposent elles-mêmes sur des piles de bouquins précieux soutenus par des cadres qui attendent un locataire. Plus loin, pêle-mêle, négligemment posés sur le sol, des dessins de Max Jacob, des peintures de Raoul Dufy ou d’Utrillo, en un mot un petit musée… »

### Utrillo, Modigliani, Renoir
« Utrillo, une vingtaine. » En 1923, Charensol est « Chez Dorival » (titre de l’article) au boulevard de Clichy. Voici résumé comment il décrit cette collection « un peu hétéroclite ». « L’un des premiers, il acheta des tableaux à Utrillo » encore inconnu et incompris. « Il possède de lui, une vingtaine de toiles, balayant toutes les époques. »
Dorival essuya d'ailleurs à l'époque les critiques de ceux qui trouvaient qu'acheter cette peinture (qui ne valait rien) à ce jeune homme qui en profitait pour aller boire, c'était « encourager le vice ». Les mêmes, plus tard, une fois que la peinture fut reconnue, diront que Dorival avait fait des affaires sur le dos de ce pauvre jeune homme… Dorival racontait cela sans amertume et sans perdre de sa bonhommie et de son entrain… Car, il avait payé jusqu'à 80 francs une toile dont personne ne voulait et qu'Utrillo lui-même était embarrassé par une telle somme.

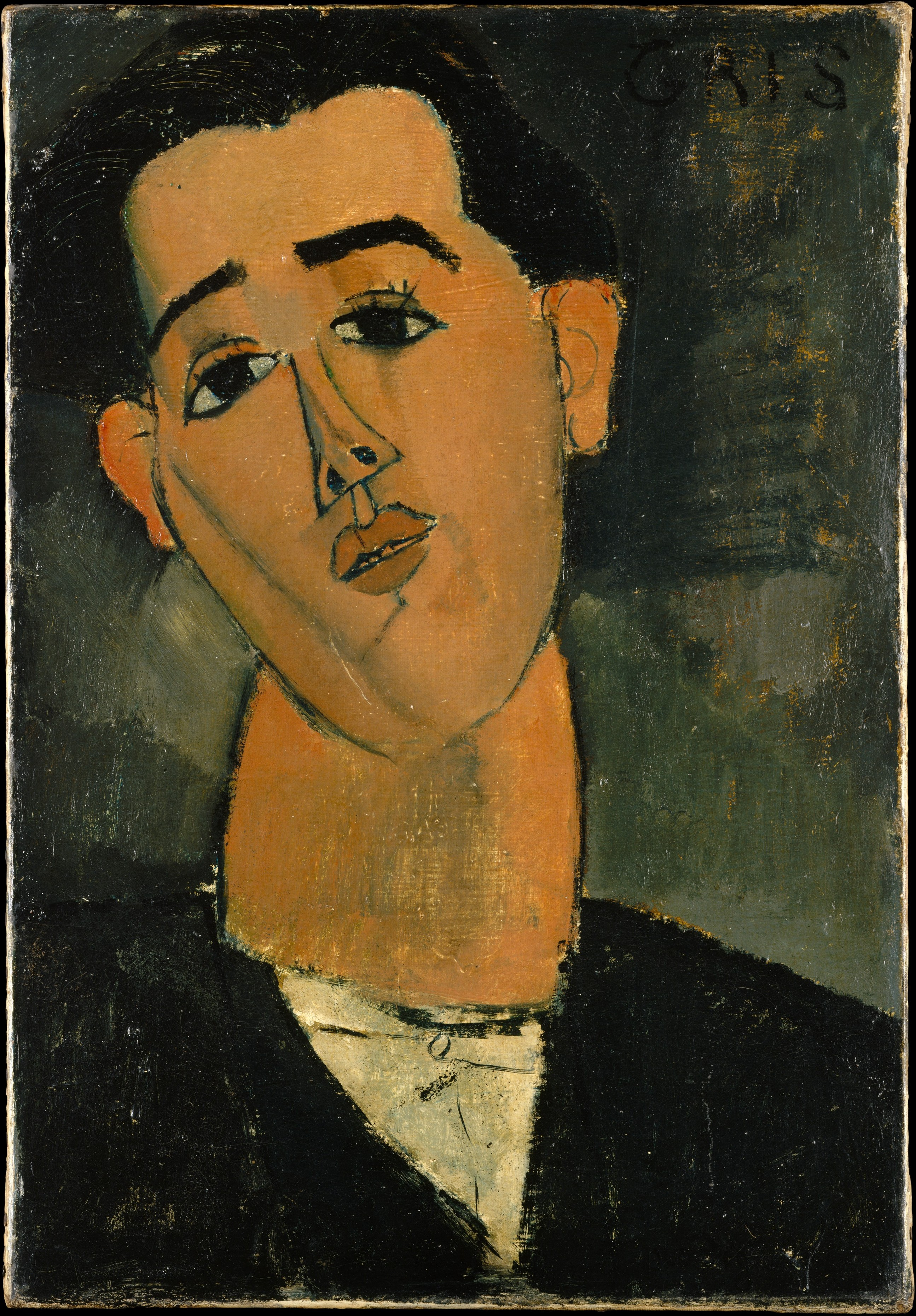
Portait de Juan Gris par A. Modigliani (1915) conservé au MOMA de New York. Ce tableau fut un temps propriété de l'acteur Georges Dorival.

« Modigliani, juste six tableaux ». Charensol poursuit : « Un autre grand artiste, inquiet et tourmenté » admirablement représenté dans la collection est Modigliani, avec juste « six tableaux ». Modigliani initialement à Montparnasse s'installe en 1914 avec l'écrivaine anglaise et critique d'art Beatrice Hastings à Montmartre, rue Norlin, puis P. Guillaume lui loue un atelier au Bateau Lavoir. Il y reste jusqu'en 1916 où il se détache de Montmartre et de Béatrice Hastings. Moise Kislling, blessé de guerre en convalescence, lui prête son atelier à Montparnasse. Nous savons que Modigliani fit en 1916 deux portraits de Blanche Dorival dont l’un, en Suisse, a été présenté lors des expositions Modigliani au palais du Luxembourg et à la Fondation Gianadda à Martigny, l’autre est dans une collection privée en Amérique du Nord,. On a perdu la trace des autres toiles de Modigliani possédées par Dorival (que Paul Guillaume voulait lui acheter), si ce n’est un dessin de cariatide qui a refait surface en salle de vente (Monaco 24 juillet 2015). Il est signalé par expert Marc Restellini dans le catalogue de la vente op.cit., que G. Dorival a possédé un temps le très beau portrait de Juan Gris par Modigliani actuellement au MOMA de New York.
« Renoir, parmi les toiles du maître ». Charensol, dans la suite, cite Renoir avec lequel Dorival noua des liens très amicaux « n’ont-ils pas tous les deux démarré leur carrière comme peintre sur porcelaine ? ». Parmi les toiles du maître de Cagnes, ils s’attardent alors sur « un grand nu si représentatif de sa dernière manière ». Dorival raconte à Warnod des anecdotes cernant au plus près la personnalité de Renoir et sa misère initiale mais heureuse de « donner sa peinture aux domestiques quand les maîtres n’en voulaient pas ».

### Manet,Max Jacob,Toulouse Lautrec,Constantin Guy,Lhote,Monticelli
Charensol poursuit « plusieurs petites peintures de Daumier (Un amateur d’estampes, en particulier), de Manet, une étude pour le bouquet de l’Olympia de Manet, petite toile d’une fraicheur et d’une perfection rare, et un grand portrait fâcheusement dissimulé par une toile de M. Lhote (Le Port de Bordeaux, apprenons-nous par la suite) ». À côté « un portrait de La Goulue et de ses compagnes par Toulouse Lautrec fait bon ménage avec les Lorettes de Constantin Guy et les gouaches de Max Jacob ». Avec ce dernier, il entretient des liens d'amitié réciproques, tous deux étant amateurs de poésie et de peinture; Max Jacob, ne cessant pas d'écrire et de peindre. Une lettre vendue en 2016 montre l'amitié charmante de Max Jacob pour le couple Dorival : « Si je n’étais pas libre je me libérerais pour vous et Mme Dorival avec plaisir ».
Charensol poursuit, voici encore « un Monticelli. Non ne savons rien de plus des liens de Dorival avec la peinture de Monticelli.

### A. Guillaumin,K. van Dongen
L'amitié avec A. Guillaumin éclate dans son importante correspondance: Guillaumin confie à Dorival tout son mal être, les soucis que lui cause ses enfants ; on y apprend que la fille de Guillaumin, Madeleine, a été prise comme élève par Dorival au conservatoire Maubel. Dorival possédait plusieurs paysages de Guillaumin.
Il possédait aussi, écrit Charensol, un magnifique van Dongen. On ne sait à l'heure actuelle s'il a connu directement van Dongen : soit par son ami galeriste Charles Malpel (dont le portrait est peint par van Dongen, qui a fait aussi de grands et magnifiques portraits fauves en pied de son épouse), soit par Raoul Dufy décorateur avec van Dongen des grandes soirées faites par le couturier Paul Poiret (Les Mille et Deuxième Nuits),. On sait cependant que G. Dorival n'achetait que rarement des œuvres en galerie, il préférait acheter des peintures à des peintres avec lesquels il nouait une relation solide et souvent amicale (Renoir, Guillaumin, Max Jacob, Raoul et Jean Dufy, P. Dumont, P. Hodé, Gen Paul, etc.). Van Dongen serait donc une exception.

### Raoul et Jean Dufy
Faisant suite, Charensol cite « un arlequin de Suzanne Valadon, un Picasso fort ancien, plusieurs Dufy ». Avec Raoul Dufy né au Havre, il entretient une amitié où l'origine normande commune prend toute sa valeur. Il lui présente le Dr Paul Viard, médecin et mécène avant gardiste. C'est ainsi que R. Dufy a peint (de 1927 à 1933) L'Itinéraire de Paris à Ste Adresse et à la mer, pendant six ans, sur les murs de salle à manger du Dr Paul Viard,, au boulevard Pereire, Paris. Cette fresque de 16 m 5 de long sur 1,75 de haut dont les panneaux sont présentés dans l'ouvrage de Dora Perez Tibi préparent sur le plan technique autant que pictural, la grande fresque murale de l'exposition internationale de 37 à Paris (La fée électricité). C'est Dorival qui a présenté R. Delaunay (qui avait une formation de décorateur de théâtre) au Dr P. Viard chez lequel il peindra ses premiers Cercles Simultanés dans le salon en face de la fresque de la salle à manger de R. Dufy sur grand format mural. On comprend que face aux couleurs simultanées toutes faites de contrastes puissants, Dufy ait du reprendre totalement son propre travail, trois ans de plus, obtenant d'ailleurs un résultat éclatant de couleurs. Peu après, Dorival a aidé Raoul Dufy dans la préparation de la Fée Électricité en lui fournissant des modèles costumés aux différentes époques souhaitées par R. Dufy : ce sont les jeunes stagiaires à la Comédie Française qui posèrent.
Jean Dufy, excellent peintre de la même veine, injustement rabaissé par le succès de son frère Raoul, a participé à la Fée électricité. Il était l'ami de Lucien Génin et de Gen Paul avec lequel il a fondé un petit orchestre de jazz, avant la constitution par Gen Paul de la fanfare « La Chignole ».

### Pierre Dumont, Pierre Hodé
Fait suite à la description par Charensol : Tripels et Pierre Dumont (tous deux peintres normands de Rouen). Pierre Dumont a été très actif dans sa jeunesse d'abord proche de van Gogh, puis impressionniste comme en témoignent ces premières cathédrales dès 1907, puis sous l'influence de son ami Jacques Villon et son frère Marcel Duchamp-Villon il passera de l'impressionnisme au cubisme. Une œuvre datant de 1912 intitulé justement La Section d’or de style cubiste ainsi qu’une Cathédrale de Rouen cubiste de même date, 1912, furent exposées lors de la célèbre exposition de la rue de la Boétie (galerie de Paul Rosenberg) où participait tous les cubistes sauf Picasso. Ces deux toiles de P. Dumont ont été visibles en 2000-2001, lors de l’exposition La Section d’or, à Montpellier et Châteauroux. Auparavant, Dumont avait fondé le groupe des XXX comme un ensemble de peintres novateurs regroupant trente artistes indépendants dont, entre autres  Henri Matisse, André Derain, Maurice de Vlaminck, Raoul Dufy, Eugène Tirvert, et d'autres peintres de Rouen dont Charles Frechon. Il avait, comme par avance à la fameuse exposition de la rue de la Boétie en 1912, fondé peu de temps avant, une revue déjà intitulée La Section d'or. Lorsque l'on voit écrit que Dumont était secrétaire de la Section d'or, on ne sait s'il était secrétaire de la revue éponyme ou de l'exposition de groupe de la rue de la Boette. Après ces débuts très prometteurs, P. Dumont va changer sa manière une nouvelle fois et peindre de façon très expressionniste, style qui sera définitif, avec une grosse pâte, en prenant pour sujet des cathédrales et lieux célèbres de Paris (Le Sacré Cœur, Notre Dame, Les bords de Seine, la Maison de Mimi Pinson, l'Etang de St Cucufa, etc). Malgré le soutien de mécénat de Dorival qui lui achète de nombreuses toiles de toutes ses périodes et après avoir séjourné au Bateau-Lavoir, l'aide à se loger, il n'arrivera pas à percer. Puis il tombera malade d'une hémiplégie avec complications épileptiques, perdra la raison et mourra assez vite.
Charensol poursuit par l'évocation de Lagar (peintre aujourd'hui oublié), et de Pierre Hodé. Hodé est un beau représentant de l’école de Rouen, impressionniste dans ses débuts puis cubiste, il fit, outre de belles natures mortes, plusieurs vues cubistes du port de Rouen et des lieux de Paris. Il avait décoré l’escalier et les fenêtres de l’auberge du Cheval Blanc à Honfleur (seule une carte postale ancienne en témoigne,) où il descendait en villégiature en compagnie de Dorival. En 1931, il laisse la peinture au profit des décors de théâtre dont il inventera la méthode synthétique (des cubes de couleurs assemblés). Il revient à la peinture à la demande de R. Delaunay pour la décoration du pavillon des Chemins de fer de l'Exposition universelle de 1937. Il meurt en 42 des suites des séquelles des blessures par les gaz lors de la première guerre mondiale. Dorival (Préface) a contribué avec P. Hodé (Illustration) au livre de M. Lemoine sur le Robec publié en 1916.

### Lucien Génin, Élysée Maclet
André Roussard, dans sa notice sur Dorival met dans la liste des amis et des peintres qu'il collectionnait Lucien Génin et Élysée Maclet.
Lucien Génin (1894-1953) est lui aussi, un peintre originaire de Rouen où il a fait les Beaux-Arts. À partir de 1919, habite sur la Butte de Montmartre, au Bateau Lavoir, avant de gagner Montparnasse en 1936. Il compose, dans un style naïf, des scènes et des paysages urbains : la maison de Mimi Pinson, Le Lapin Agile, la place du Tertre, Le Moulin rouge, les Grands Boulevards, La place de l'Opéra vue de haut avec ses embouteillages de voitures à moteur et ses personnages grouillants. Il fait en nombre des huiles et des gouaches sur ces motifs avec de charmantes silhouettes de personnages naïfs pour gagner sa vie. En été, il voyage et peint à Nogent-sur-Marne, Marseille, Cassis.
Élysée Maclet (1881-1962), d'origine picarde, est l'ainé de Lucien Génin qu'il a rencontré lorsqu'ils étaient étudiants aux « Arts Déco » de Paris. Dans sa notice biographique, A. Roussard évoque la vie des deux amis : ils partageront les mêmes lieux de vie (Hôtel du Poirier près du Bateau Lavoir, puis au 3bis, rue des Beaux-Arts jusqu'en 1933). Il est aussi l'ami intime de Max Jacob. Dans sa bonne période, il peint au couteau plus qu'à la brosse des paysages urbains (Maison de Mimi Pinson, le Lapin Agile, vues des rues de Paris) avec des tonalités ocre, pour des toiles très sereines, sobrement construites, dans un style qui évoque M. Utrillo.

### La découverte duManet:La Partie de croquet

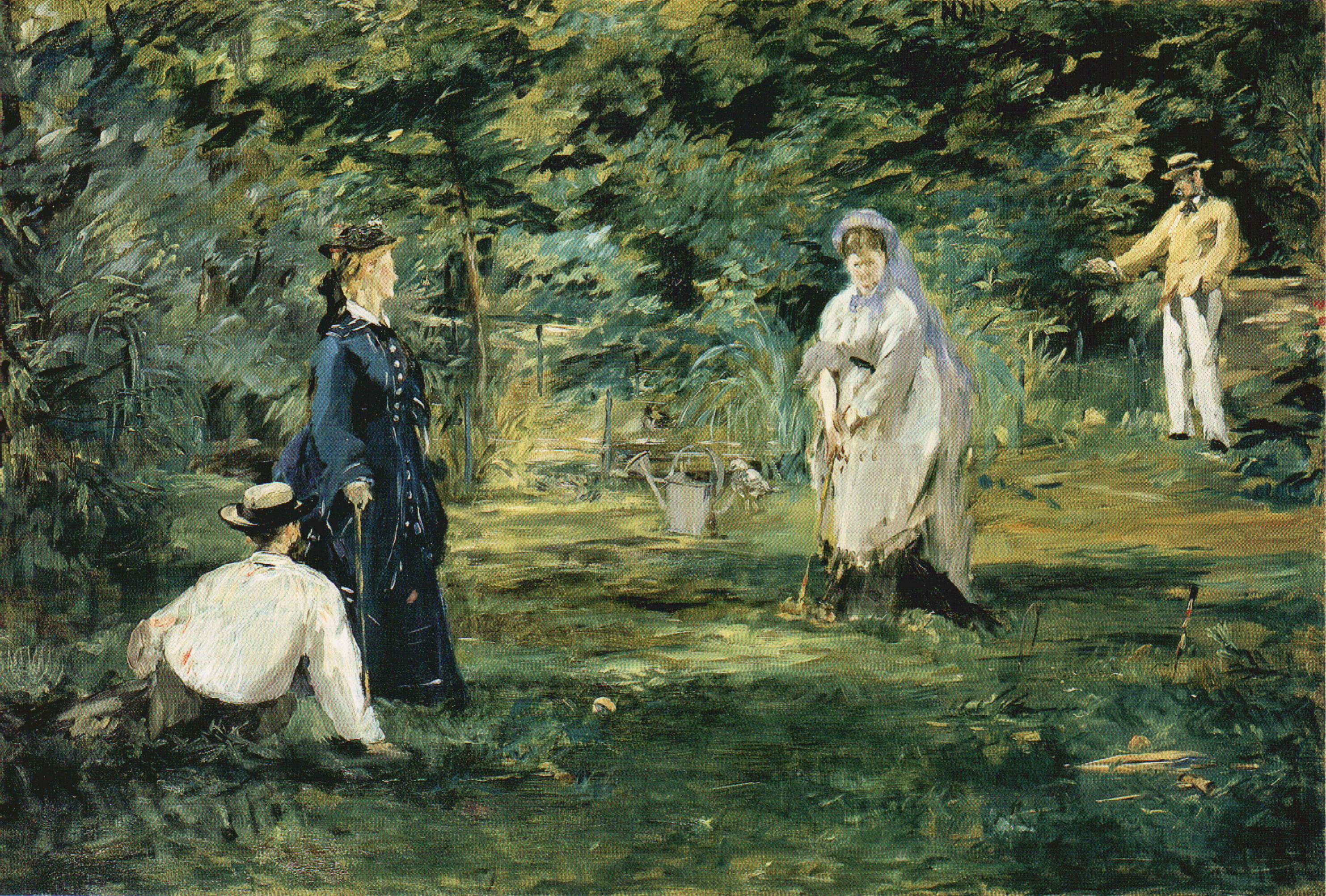
La Partie de croquet Tableau d'Ed. Manet de 1873 a été découvert par G. Dorival en janvier 1912 chez un brocanteur de Berne. Vendu par Dorival à un intermédiaire. Il est actuellement à Francfort au Städel Museum.

L’article de Charensol évoque ensuite la découverte fameuse chez un brocanteur de Berne (Suisse) de « La Partie de croquet » d’Édouard Manet, aujourd’hui visible au musée de Francfort. La correspondance avec Harry Bloomfield (peintre et ami de Dorival) auquel il confie le tableau pour le faire authentifier par Renoir est savoureuse. « C’est le gris de Manet ! » s'écrit Dorival, « fougueux et enthousiaste », plus qu’à son habitude. Il est conscient de la grande valeur de cette œuvre achetée pour quelque 40 fr. et a peur des marchands qu’il ne veut pas informer de cette découverte tout en ne voulant pas rater la vente de sa vie.… Les lettres nombreuses le montrent inquiet et impatient… Il donne à H. Bloomfield des recommandations contradictoires… Renoir authentifie bien le tableau comme étant d'Édouard Manet mais se trompe sur les personnages en pensant qu'il s'agit de son frère et de sa belle-sœur, alors qu'il s'agit du peintre Alfred Stevens et du modèle de Manet, Victorine Meurent. Il met A. Guillaumin dans la confidence qui le tempère : « Votre Manet est un très bon morceau, un peu esquisse surtout pour certains, qui ne manqueront pas de se prévaloir de cet état pour le déprécier mais il est très beau très artistique et vous avez eu une bonne chance. Je crois que vous avez bien fait de ne plus le montrer jusqu’au moment où vous serez décidé à vous en défaire. Le ferez-vous nettoyer ? Il en a besoin… » Guillaumin évoque aussi la tournée de Dorival avec Chantecler d’Edmond Rostand en 1910, qu'il lui tarde de voir au théâtre joué par Dorival dans le rôle titre.

### Gen Paulet les soirées poétiques
Une nouvelle source, John Shearer dans le livre de Pierre Davaine, alias le psychanalyste Gérard Miller, nous apprend que Dorival fut « le principal amateur » des œuvres du peintre Gen Paul « dont il fait la connaissance en 1925, peu après le banquet donné à l’occasion du trentenaire de la galerie Berthe Weil. L’introduisant à la Comédie-Française, Gen Paul fera les portraits de Fernand Ledoux, de Berthe Bovy, de Dehelly et de toute la famille Dorival». Ami de Lucien Génin (autre peintre de la Butte), d’Utrillo, de Jean Dufy (frère de Raoul) avec lequel il fonde un premier orchestre où il joue du piston. Il fréquente assidûment Marcel Aymé, Frank Will, Bego, Blanchard et fait régulièrement à partir de 1931 des soirées poétiques auxquelles participent G. Dorival, F. Ledoux, M. Aymé, Ch. Granval, F. Carco et plus tard en 1934, L.F. Céline. Dorival tente d’intervenir pour un achat par l’État d’un tableau de Gen Paul, mais en vain, l’artiste faisant échouer la démarche dont il fera finalement bénéficier son ami peintre Leprin. En 1939, il rejoint Kisling, Metzinger et Marcel Duchamp (autre artiste originaire de Rouen et ami depuis l'enfance de P. Dumont) à Sanary.

### LeDouanier Rousseau
Les lettres à Dorival montrent une abondante correspondance avec Max Jacob,, avec Pierre Renoir, avec Jean Renoir, avec Vlaminck… mais aussi avec W. Uhde à propos du Douanier Rousseau, et deux lettres du Douanier Rousseau en personne: celui-ci loue les compétences théâtrale de Dorival qu'il alla voir à l'Odéon dans une pièce de Catulle Mendes en 1906, regrettant qu'il n'intervienne que de façon si courte dans la pièce (où il jouait le rôle de Courbet). Dans une lettre datée de juillet 1907, il dit attendre la visite de Dorival et espère que sa santé et celle de H. Bloomfield son ami est bonne. Il l'invite à ses soirées poétiques regrettant qu'il n'ait pas été là lors de la dernière soirée car pour la prochaine, il voudrait lui présenter un jeune homme prometteur qui dit déjà des poésies en public. Dans le journal L’Intransigeant : Didier Daix en 1929, dans l'article « Le peintre sert le comédien », écrit: « Il [Dorival] voit tout avec des yeux de peintre et se sert de son goût pour la peinture lorsqu’il doit composer un rôle »… On a surtout senti cette passion pour l’art pictural lors de sa dernière création du père de La belle Marinière… Le premier acte évoque un mariage du Douanier Rousseau. C’est ce que voulait Marcel Achard… Les spectateurs ont compris la tentative. »
Le Douanier Rousseau est décédé à l'âge de 66 ans, le 2 septembre 1910.

### Conclusions sur la collection
Dorival évoluait donc dans le milieu de la jeune peinture de son temps sans se fixer à un courant précis, car entre Manet et Dufy ou Delaunay, il y a aussi peu de rapport qu’entre l’impressionnisme d’A. Guillaumin et l’expressionnisme cubiste de P. Dumont. Il était amateur d'art sous toutes ses formes du moment que les peintres étaient ses voisins et amis de la Butte de Montmartre ou d'origine normande. Pour les autres, Il était guidé par, comme il l'a dit à Charensol, les « basses cotes» car, sans doute, ses émoluments d'artiste ne lui permettaient pas d'acheter, malgré son amitié avec Max Jacob, dans les années 1920-30 des Picasso (dont l'atelier n'avait pas été très loin du 33, bld de Clichy, puisque Picasso après le Bateau Lavoir, avait installé son atelier au 11, bld de Clichy de septembre 1909 à septembre 1912, avant de s'installer près de Montparnasse au 242, boulevard Raspail). Même chose pour les Derain, à cette époque déjà assez chers, comme Braque et Picasso, et dont les prix ont été soutenus même dans la vente sous séquestres des tableaux de la galerie de Kanhweiler. Ne parlons pas de Matisse également intouchable à cette époque. Cependant, la présence dans sa collection de tableaux d'A. Lhote (théoricien du cubisme), du fameux grand tableau de la Section d'or de P. Dumont (programmatique du cubisme), de travaux cubiste de P. Hodé (Port de Rouen), montre qu'il a eu accès et suivait de près le deuxième cercle du mouvement cubiste. Mais Dorival n'avait pas eu accès, à ce que les documents nous disent de sa collection,, à la peinture surréaliste (Dali, Max Ernst, Miro, Masson, etc.) qui fleurissait depuis le Premier Manifeste du surréalisme (1924) et éclatait avec le second manifeste de 1930 avec le la mise en valeur de l'inconscient dans la peinture, l'écriture, la poésie et le théâtre. Cependant, Dada ne lui était pas étranger puisqu'il avait eu un grand succès de jeunesse en jouant dès 1912 le roi Talou VII dans les Impressions d'Afrique de R. Roussel.

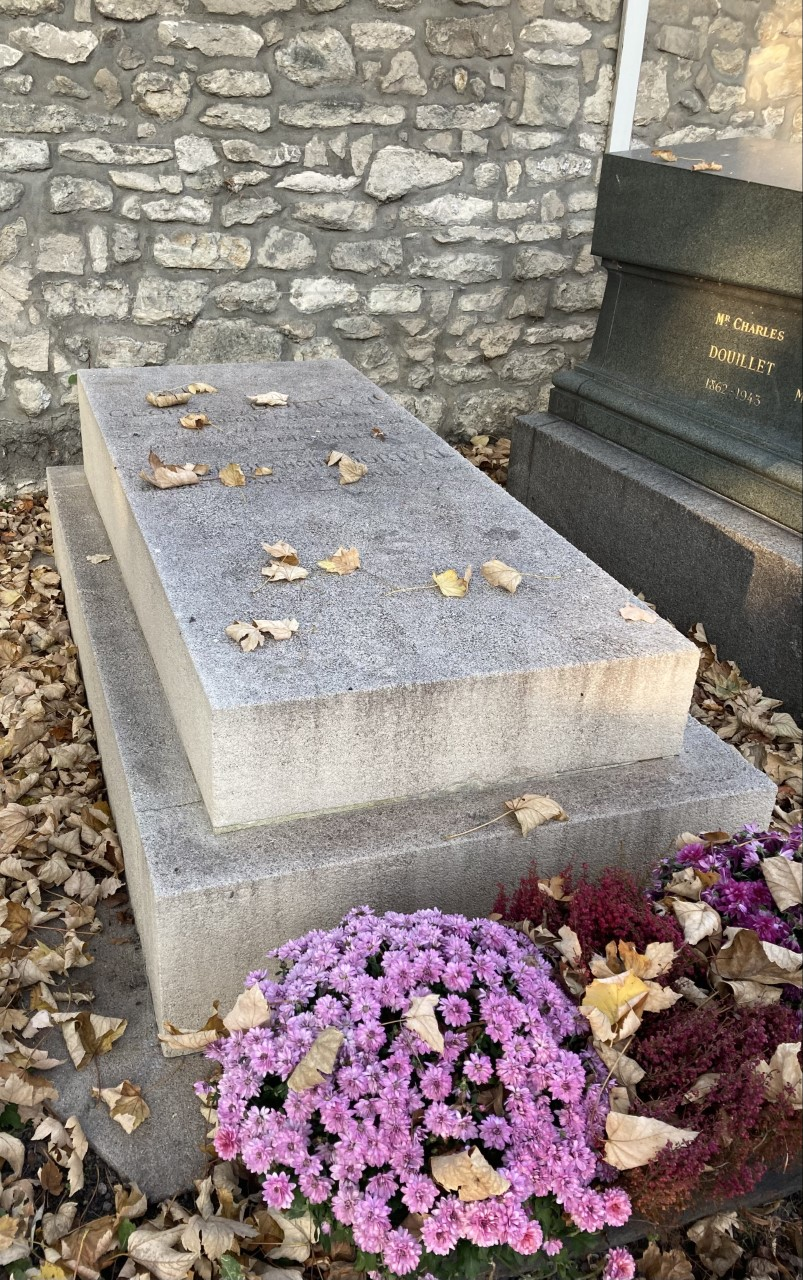
Tombe de Georges et Blanche Dorival au cimetière parisien de La Chapelle.

S'étant en quelque sorte « fait lui-même » et venant d'un milieu de cheminot modeste, Dorival avait surtout à cœur de soutenir des peintres inconnus et souvent dans la misère (et l'alcool qui va avec : Utrillo, Modigliani, Gen Paul, Dumont, Maclet), mais dont il appréciait le talent avant les autres : il avait un véritable don de «découvreur de peintres»,,. Ainsi, nous l'avons vu, il a soutenu avec perspicacité Modigliani, Utrillo, Gen Paul, il a eu une grande amitié avec Renoir qui souffrait de son vivant d'une grande misère et assez longtemps d'une grande incompréhension, avec Guillaumin aussi, mais il a eu moins de chance avec P. Dumont pourtant très prometteur dans ses débuts (et restant à ce jour particulièrement apprécié pour cette période). Quant-aux impressionnistes, mis à part Renoir et Guillaumin, (Monet, Sisley, Pissarro, Seurat, Degas, Berthe Morisot, etc.), ils étaient déjà hors de prix dans les années 1920-30 (La première exposition impressionniste avait eu lieu en 1874 et dans les années 1920, cinquante ans s'étaient déjà écoulés, l'impressionnisme était devenu historique). Manet resta donc une exception dans sa collection, mais n'y resta pas longtemps. Cette exception indique qu'entre ses mains sont passés sans forcément rester dans la collection nombre de chefs-d'œuvre pour notre temps: ainsi, comme nous l'avons décrit plus haut, des Utrillo de la meilleure période, plusieurs Modigliani dont certains sont actuellement dans de grands musées (Moma, Musée de Zurich), un très beau van Dongen, des Delaunay, de beaux Dufy (Raoul et Jean), un beau A. Lhote, un Picasso ancien, des Gen Paul (qui fera les portraits de la toute la famille) et bien d'autres peintres de la Butte de Montmartre et souvent aussi de sa Normandie natale (P. Dumont, L. Génin, E. Maclet).